# 19 de marzo
El 19 de marzo es el 78.º (septuagésimo octavo) día del año en el calendario gregoriano y el 79.º en los años bisiestos. Quedan 287 días para finalizar el año.

## Acontecimientos
- 721 a. C.: se avista el primer eclipse lunar del que se conocen noticias.[1]
- 1255: la Universidad de París adopta oficialmente el aristotelismo al proclamar la Facultad de Artes un nuevo plan que imponía el estudio de todas las obras conocidas de Aristóteles.[2]
- 1279: final de la dinastía Song, derrotada en la batalla de Yamen por los mongoles de la dinastía Yuan.
- 1522: en México, España funda la ciudad de Toluca de Lerdo.
- 1563: en Francia se promulga el Edicto de Amboise que pone fin a la primera guerra de religión.
- 1783: en el actual territorio de Argentina, Tomás de Rocamora funda la villa San Antonio de Gualeguay Grande (actual ciudad de Gualeguay).
- 1808: se produce un motín en la localidad madrileña de Aranjuez, que provocará la caída de Manuel Godoy y, posteriormente, del rey Carlos IV.
- 1812: en Cádiz se publica la primera Constitución Española denominada popularmente «la Pepa» (origen de la frase «¡Viva la Pepa!»).
- 1814: en el marco de la guerra de la Independencia de Chile, tiene lugar el Combate de Quilo entre las tropas de Bernardo O'Higgins y Manuel Barañao.
- 1818: en Chile, el ejército español vence al ejército chileno/argentino en la batalla de Cancha Rayada, durante la Guerra de la Independencia.
- 1823: Su Alteza Serenísima Agustín I abdica como emperador de México.
- 1844: en Azua (República Dominicana) se libra la primera batalla de la independencia; las fuerzas patriotas vencen a las haitianas.
- 1854: en la provincia de Buenos Aires (Argentina) se funda el partido de Zárate.
- 1858: en la Ciudad de Buenos Aires (Argentina) se funda el Histórico Colegio San José en Buenos Aires.
- 1880: en Fregenal de la Sierra (Badajoz) se realiza la primera llamada telefónica a larga distancia en España gracias a Rodrigo Sánchez-Arjona y Sánchez-Arjona, que tendió una línea telefónica entre su casa en el municipio bajoextremeño y una finca de su propiedad, llamada de "Las Mimbres".
- 1905: en la ciudad de Córdoba (Argentina) se funda el Club Atlético Belgrano.
- 1911: se conmemora por primera vez el Día Internacional de la Mujer, en años posteriores la celebración se traslada al 8 de marzo.[3]
- 1915: el planeta Plutón es fotografiado por primera vez, aunque no fue reconocido como tal.
- 1919: Tras un mitin de Salvador Seguí en la Plaza de toros de Las Arenas de Barcelona, se acuerda finalizar la Huelga de la Canadiense, que había mantenido la industria catalana paralizada por 44 días. Los obreros consiguieron una serie de mejoras, destacando la jornada laboral de ocho horas, convirtiendo a España en el primer país en establecerla por ley.
- 1937: el papa Pío XI publica la encíclica Divini Redemptoris sobre el ateísmo marxista-leninista.
- 1963: Joseph Losey estrena su película The servant (El sirviente).
- 1963: en Managua, Nicaragua, es consagrado el nuevo Obispo de la Diócesis de Estelí monseñor Clemente Carranza y López como el primer obispo de la diócesis a manos del Ilustrísimo monseñor Alejandro González y Robleto, en la Antigua catedral de Managua.
- 1973: en la localidad de Vicente López (provincia de Buenos Aires) se funda el Colegio Los Molinos.
- 1982: en el marco de la guerra de las Malvinas, tropas argentinas desembarcan en las islas Georgias del Sur.
- 1984: el general uruguayo Líber Seregni es puesto en libertad, tras siete años de cárcel por motivos políticos.
- 1989: en El Salvador, Alfredo Cristiani, candidato presidencial del partido de oposición, Arena, derrota en las elecciones presidenciales celebradas en ese mismo día a Fidel Chávez Mena, candidato presidencial del partido oficial PDC.
- 1995: Michael Jordan anunció su vuelta a la NBA con una rueda de prensa en la que solo dijo: «I'm back» (‘He vuelto’).
- 1999: en Colombia nace la versión colombiana del canal canadiense Citytv.
- 2002: en la Antártida, un iceberg de grandes proporciones (3000 m² y de 200 m de profundidad) se desprende de la plataforma continental; se disuelve en un mes.
- 2003: en Irak, tropas de los Estados Unidos invaden por segunda vez ese país (Segunda guerra del Golfo). De acuerdo con el UTC (tiempo universal coordinado), la invasión comienza a la 01:00 del 20 de marzo.
- 2006: en Bielorrusia, Aleksandr Lukashenko logra su tercer mandato como presidente.
- 2007: en España, la energía eólica bate un nuevo récord de producción, al alcanzar los 8375 MW a las 17:40 (hora local). Esta es una potencia superior a la producida por las seis centrales nucleares que hay en España (8 reactores que juntos generan 7742 MW).
- 2010: en Medellín (Colombia) se inauguran los Juegos Suramericanos.
- 2010: en México el ejército mexicano mata a dos estudiantes en el Tecnológico de Monterrey, acusándolos de ser sicarios del narco.
- 2011: la Luna, en su elipsis, atraviesa el punto más cercano a la Tierra, a 356 577 km.
- 2013: la selección dominicana gana el Clásico Mundial de Béisbol ante el combinado de Puerto Rico.
- 2013: el cantante estadounidense Justin Timberlake lanza su tercer disco, The 20/20 Experience.
- 2015: Richard Williamson consagra obispo sin mandato de Roma a Jean Michel Fauré.
- 2016: en Rostov del Don se estrella un avión modelo B737 de Flydubai al momento de su aproximación al aeropuerto.
- 2019: se hace oficial la compra de 21st Century Fox por parte de The Walt Disney Company por $ 71 300 millones, creando como resultado a Fox Corporation, la cual comenzó a cotizar en el S&P 500.
- 2019: en Kazajistán, Nursultán Nazarbáyev dimite a la presidencia tras casi 30 años en el poder.
- 2020: en Argentina el presidente Alberto Ángel Fernández estipuló, mediante un decreto de necesidad y urgencia (DNU), que desde el día 20 de marzo de 2020 a las 00:00:00 horas hasta el 31 de marzo de 2020 a las 23:59:59 horas habrá "Aislamiento Total" y "Cuarentena Obligatoria" para evitar la circulación de personas en la vía pública, y de esta forma evitar la propagación del coronavirus (CoVid-19). También se decretó que quien viole el toque de queda cometerá un delito.

## Nacimientos
- 1434: Ashikaga Yoshikatsu, shōgun japonés (f. 1443).
- 1488: Johannes Magnus, último arzobispo católico sueco (f. 1544).
- 1534: José de Anchieta, lingüista, literato, médico, arquitecto, ingeniero y poeta jesuita canario, padre de la literatura brasileña (f. 1597).
- 1590: William Bradford, colono estadounidense (f. 1657).
- 1595: Carlos Fernando de Médici, obispo italiano (f. 1666).
- 1601: Alonso Cano, pintor español (f. 1667).
- 1661: Francesco Gasparini, compositor italiano (f. 1727).
- 1684: Jean Astruc, médico francés (f. 1766).
- 1721: Tobias Smollett, escritor británico (f. 1771).
- 1734: Vicente García de la Huerta, poeta y dramaturgo español (f. 1787).
- 1738: Túpac Amaru II, líder indígena de la revolución americana contra España (f. 1781).
- 1739: Charles-François Lebrun, político francés (f. 1824).
- 1784: José Prudencio Padilla, primer almirante colombiano (f. 1828).
- 1792: José María Carreño, militar y político venezolano (f. 1849).
- 1801: Salvatore Cammarano, libretista de ópera y poeta italiano (f. 1852).
- 1803: Joseph-Frédéric-Benoît Charrière, inventor francés, constructor de instrumentos quirúrgicos (f. 1876).
- 1813: Pedro Carbo, político y escritor ecuatoriano (f. 1894).
- 1813: David Livingstone, explorador y misionero británico (f. 1873).
- 1821: Richard Francis Burton, cónsul, explorador, traductor y orientalista británico (f. 1890).
- 1823: Aldegunda de Baviera, aristócrata («princesa de Baviera») alemana (f. 1914).
- 1845: José Pedro Varela, sociólogo, periodista y político uruguayo (f. 1879).
- 1847: Eduardo López de Romaña, político peruano, presidente del Perú entre 1899 y 1903 (f. 1912).
- 1848: Wyatt Earp, alguacil estadounidense del Viejo Oeste (f. 1929).
- 1849: Alfred von Tirpitz, militar y político alemán (f. 1930).
- 1851: Roque Sáenz Peña, militar y político argentino, presidente de Argentina entre 1910 y 1914 (f. 1914).
- 1860: William Bryan, político estadounidense (f. 1925).
- 1866: Emilio de Bono, mariscal italiano (f. 1944).
- 1873: Max Reger, compositor alemán (f. 1916).
- 1876: Felix Jacoby, clasicista y filólogo alemán (f. 1959).
- 1876: John Marshall, arqueólogo británico (f. 1959).
- 1880: Antonio Ballesteros Beretta, historiador español (f. 1949).
- 1883: Walter Norman Haworth, químico británico, premio nobel de química en 1937 (f. 1950).
- 1885: María Collado Romero, periodista y feminista cubana (f. años 1960).
- 1888: José Sabogal, pintor peruano (f. 1956).
- 1888: Josef Albers, artista alemán (f. 1976).
- 1888: Caracciolo Parra Pérez, político venezolano (f. 1964).
- 1888: Léon Scieur, ciclista belga (f. 1969).
- 1889: Manuel II, rey portugués (f. 1932).
- 1891: Earl Warren, político estadounidense (f. 1974).
- 1893: José María Velasco Ibarra, presidente ecuatoriano (f. 1979).
- 1897: Betty Compson, actriz estadounidense (f. 1974).
- 1900: Jean Frédéric Joliot-Curie, físico francés, premio nobel de química en 1935 (f. 1958).
- 1901: Gino Gatti, anarquista argentino (f. 1989).
- 1903: José Cuatrecasas Arumí, botánico y farmacéutico español (f. 1996).
- 1905: Albert Speer, arquitecto nazi alemán (f. 1981).
- 1905: Miguel Zacarías, director, productor y escritor de cine mexicano (f. 2006).
- 1906: Adolf Eichmann, líder nazi alemán (f. 1962).
- 1907: Elizabeth Maconchy, compositora británica (f. 1994).
- 1907: Ángel Carballeira Rego, anarquista español (f. 1963).
- 1909: Louis Hayward, actor británico (f. 1985).
- 1909: Józef Łobodowski, escritor polaco (f. 1988).
- 1913: José A. Morales, compositor colombiano (f. 1978)
- 1914: Jiang Qing, política china, esposa de Mao Zedong (f. 1991).
- 1915: Patricia Morison, actriz estadounidense (f. 2018).
- 1916: Irving Wallace, escritor estadounidense (f. 1990).
- 1917: Dinu Lipatti, pianista y compositor rumano (f. 1950).
- 1919: Lennie Tristano, pianista estadounidense de jazz (f. 1978).
- 1920: José Gándara, ciclista español (f. 2010).
- 1923: Pamela Britton, actriz estadounidense (f. 1974).
- 1926: Alfonso Silva Placeres, futbolista español (f. 2007).
- 1926: Valerio Zurlini, cineasta italiano (f. 1982).
- 1928: Hans Küng, teólogo suizo (f. 2021).
- 1928: Patrick McGoohan, actor estadounidense (f. 2009).
- 1929: Miquel Martí i Pol, escritor español (f. 2003).
- 1933: Philip Roth, novelista estadounidense (f. 2018).
- 1933: Renée Taylor, actriz estadounidense.
- 1934: Jorge Rivera López, actor argentino.
- 1936: Ursula Andress, actriz suiza.
- 1936: Eduard Gufeld, ajedrecista ucraniano (f. 2002).
- 1937: Egon Krenz, político alemán.
- 1937: Miguel González Avelar, político y abogado mexicano (f. 2011).
- 1940: Gabriel Díaz Berbel, político español (f. 2011).
- 1941: Bruno Gelber, pianista argentino.
- 1941: Joxe Azurmendi, escritor español.
- 1943: Mario J. Molina, científico mexicano, premio nobel de química en 1995 (f. 2020).
- 1943: Mario Monti, político italiano.
- 1944: Said Musa, primer ministro beliceño.
- 1944: Sirhan Bishara Sirhan, asesino palestino.
- 1946: Paul Atkinson, músico británico, de la banda The Zombies.
- 1946: Kado Kostzer, director y autor teatral argentino.
- 1946: Bigas Luna, director de cine español (f. 2013).
- 1946: José Miguel Pallás Gómez, militar, investigador, heraldista y escritor español (f. 2025).
- 1946: Ruth Pointer, cantante estadounidense.
- 1947: Glenn Close, actriz estadounidense.
- 1948: Teo Tapia, actor mexicano.
- 1950: Paul Elliott, tenor británico.
- 1951: Edgardo Nieva, actor argentino (f. 2020).
- 1952: Harvey Weinstein, productor de cine estadounidense.
- 1953: Billy Sheehan, bajista estadounidense, de la banda Mr. Big.
- 1953: Ricky Wilson, músico estadounidense, de la banda The B-52's (f. 1985)
- 1953: Lenín Moreno, político ecuatoriano, presidente del Ecuador entre 2017 y 2021.

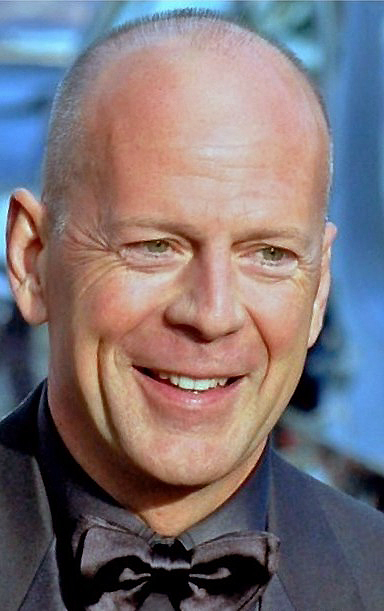
Bruce Willis

- 1955: Bruce Willis, actor estadounidense.
- 1955: Sarah McCorquodale, aristócrata británica, hermana de Diana de Gales.
- 1955: Volker Tannert, escultor alemán.
- 1955: Pino Daniele, músico italiano (f. 2015).
- 1956: Jorge Enrique Botero, periodista, escritor, documentalista y corresponsal de guerra colombiano (f. 2024).
- 1959: Terry Hall, cantautor británico, de la banda The Specials (f. 2022).
- 1960: Eliane Elias, pianista brasileña.
- 1960: Gerardo Fernández Noroña, político y sociólogo mexicano.
- 1963: Gustavo Rowek, baterista argentino.
- 1963: Mary Scheer, actriz, comediante y artista de voz estadounidense.
- 1964: La Veneno, actriz, celebridad, modelo, trabajadora sexual y vedette española (f. 2016).
- 1964: Nicola Larini, piloto de automovilismo italiano.
- 1964: Juan Carlos Arango, actor de televisión colombiano.
- 1966: Qin Gang, político y diplomático chino, ministro de Relaciones Exteriores de la República Popular China entre 2022 y 2023.
- 1969: Gary Jules, cantautor estadounidense.
- 1969: Mana, músico, compositor, productor, modelo y diseñador de modas japonés.
- 1971: José Saturnino Cardozo, futbolista paraguayo.
- 1973: Bun B, rapero afrodescendiente.
- 1973: Brant Bjork, músico estadounidense.
- 1974: Vida Guerra, actriz y modelo cubana.
- 1975: Brann Dailor, baterista estadounidense, de la banda Mastodon.
- 1975: Vivian Hsu, cantante, actriz y modelo taiwanesa.
- 1976: Rachel Blanchard, actriz canadiense.
- 1976: Zach Lind, músico estadounidense, de la banda Jimmy Eat World.
- 1976: Andre Miller, baloncestista estadounidense.
- 1976: Alessandro Nesta, futbolista italiano.
- 1977: Fayez Banihammad, terrorista emiratí que participó en el 11S (f. 2001).

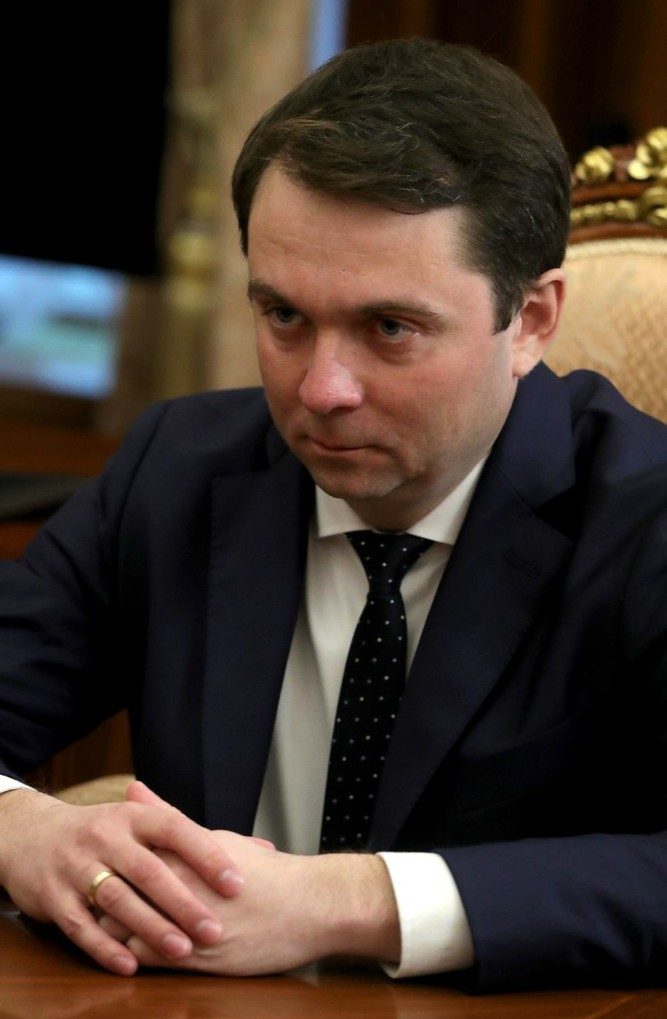
Andrey Chibis

- 1979: Ivan Ljubičić, tenista croata.
- 1979: María Vázquez, actriz española.
- 1979: Hedo Türkoğlu, baloncestista turco.
- 1979: Andrey Chibis, estadista y político ruso, actual gobernador del Óblast de Múrmansk,
- 1980: Antonella Costa, actriz ítalo-argentina.
- 1980: Michel Renggli, futbolista suizo.
- 1981: José Castillo, beisbolista venezolano (f. 2018).
- 1981: Kolo Touré, futbolista marfileño.
- 1982: Eduardo Saverín, empresario brasileño, cofundador de Facebook.
- 1982: Patricio Toranzo, futbolista argentino.
- 1983: Evan Bourne, luchador profesional estadounidense.
- 1983: Ana Rezende, directora de cine y guitarrista brasileña, de la banda Cansei de Ser Sexy.
- 1985: Ernesto Viso, piloto de automovilismo venezolano.
- 1987: Josie Loren, actriz estadounidense.
- 1987: Mike Zubi, actor, cantante y compositor argentino.
- 1988: Clayton Kershaw, beisbolista estadounidense.
- 1989: Shōgo Yano, actor y seiyū japonés.
- 1989: Craig Lamar Traylor, actor estadounidense.
- 1991: Aleksandr Kokorin, futbolista ruso.
- 1993: Hakim Ziyech, futbolista neerlandés-marroquí.
- 1995: Héctor Bellerín, futbolista español.
- 1996: Quenton Nelson, jugador de fútbol americano estadounidense.
- 1996: Mariona Caldentey, futbolista española.
- 1997: Ruta Meilutyte, nadadora profesional lituana.
- 1997: Raoul Vázquez, cantante y compositor español.
- 1998: Sakura Miyawaki, cantante y actriz japonesa.
- 2020: Jigme Ugyen Wangchuck, príncipe de Bután.

## Fallecimientos
- 235: Alejandro Severo, emperador romano (n. 208).
- 953: Al-Mansur Billah, califa del califato fatimí (n. 913).
- 1279: Zhao Bing, emperador chino (n. 1271).
- 1330: Edmundo de Woodstock, aristócrata inglés (n. 1301).
- 1406: Ibn Jaldún, historiador y sociólogo tunecino-árabe (n. 1332).
- 1534: Ayşe Hafsa Sultan, la primera «valide sultana» del Imperio otomano y madre de Solimán el Magnífico (n. 1479).
- 1644: Gurú Hargobind, 6.º gurú del sijismo (n. 1595).
- 1683: Thomas Killigrew, dramaturgo inglés (n. 1612).
- 1687: René Robert Cavelier de La Salle, explorador francés (n. 1643).
- 1721: Clemente XI, papa italiano (n. 1649).
- 1746: Ana Leopóldovna de Mecklenburg-Schwerin, aristócrata rusa (n. 1718).
- 1797: Philip Hayes, organista y compositor inglés (n. 1738).
- 1801: Ambrosio O'Higgins, gobernador de Chile y virrey del Perú (n. 1720).
- 1843: Antonia Nava de Catalán (63), militar insurgente mexicana, heroína de la independencia (n. 1779).
- 1884: Elias Lönnrot, físico y filólogo finés (n. 1802).
- 1895: Faustina Sáez de Melgar, escritora española (n. 1834).
- 1897: Antoine Thomson d'Abbadie, geógrafo francés (n. 1810).
- 1902: Manuel Antonio Sanclemente, estadista, educador, jurista y político colombiano. (n. 1813).
- 1908: Eduard Zeller, filósofo y teólogo alemán (n. 1814).
- 1916: Vasili Súrikov, pintor ruso (n. 1848).
- 1930: Arthur Balfour, político y aristócrata («1.º conde de Balfour») británico, primer ministro entre 1902 y 1905 (n. 1848).
- 1923: Vicente Climent, pintor español (n. 1872).
- 1927: Henry Campbell Black, lingüista estadounidense (n. 1860).
- 1930: Wilfrid Voynich, bibliófilo lituano, descubridor del Manuscrito Voynich (n. 1865).
- 1930: Henry Lefroy, político australiano (n. 1854).
- 1942: Clinton Hart Merriam, ornitólogo estadounidense (n. 1855).
- 1944: William Hale Thompson, político estadounidense (n. 1869).
- 1950: Edgar Rice Burroughs, escritor estadounidense (n. 1875).
- 1950: Walter Norman Haworth, químico y académico británico (n. 1883).
- 1952: Robert Guérin, presidente de la FIFA entre 1904 y 1906 (n. 1876).
- 1965: Gheorghe Gheorghiu-Dej, político y presidente rumano entre 1947 y 1965 (n. 1901).
- 1974: Edward Platt, actor estadounidense (n. 1916).
- 1978: Norberto Aroldi, actor, poeta y escritor argentino (n. 1931).
- 1978: Gastón Juliá, matemático francés, inventor de los fractales (n. 1893).
- 1982: Randy Rhoads, guitarrista estadounidense de heavy metal (n. 1956).
- 1983: Pepe Rosario, cantante dominicano de merengue, de la banda Los Hermanos Rosario (n. 1957).
- 1984: Garry Winogrand, fotógrafo estadounidense (n. 1928).
- 1984: María Rosa Urraca Pastor, política española (n. 1900).
- 1985: Jesús Reyes Heroles, político, abogado e historiador mexicano (n. 1921).
- 1985: Leopold Tyrmand, escritor y periodista polaco-estadounidense (n. 1920).
- 1987: Louis-Victor de Broglie, físico francés, premio nobel de física en 1929 (n. 1892).
- 1988: Sabino Barinaga, futbolista y entrenador español (n. 1922).
- 1990: Andrew Wood, cantante estadounidense (n. 1966).
- 1991: Jorge Alberto Leanza, árbitro de fútbol mexicano (n. 1942).
- 1994: José Coronel Urtecho, poeta nicaragüense (n. 1906).
- 1997: Willem de Kooning, pintor neerlandés (n. 1904).
- 1999: Juanita Reina, cantante de coplas y actriz española (n. 1925).
- 1999: Jaime Sabines, poeta mexicano (n. 1926).
- 2003: Olivier Long, jurista y politólogo suizo (n. 1915).
- 2005: John De Lorean, empresario automovilístico (n. 1925).
- 2006: Ernesto Duchini, futbolista y entrenador argentino (n. 1910).
- 2007: Cleofé Elsa Calderón, botánica argentina (n. 1929).
- 2008: Arthur C. Clarke, escritor británico de ciencia ficción (n. 1917).
- 2008: Paul Scofield, actor británico (n. 1922).
- 2010: Raúl de la Torre, cineasta argentino (n. 1938).
- 2011: Guillermo Ford, político panameño (n. 1936).
- 2011: Knut, oso polar alemán (n. 2006).
- 2011: Argentino Luna, cantautor argentino (n. 1941).
- 2012: Dragan Miranović, futbolista y entrenador yugoslavo (n. 1956).
- 2013: José Félix Pons, periodista español (n. 1932).
- 2015: Leandra Becerra Lumbreras, supercentenaria mexicana (n. ¿1887?).
- 2015: Irma Palmieri, actriz y comediante venezolana (n. 1932).
- 2016: Freddy León Roldán, futbolista chileno (n. 1946).
- 2017: Ian Stewart, piloto de automovilismo británico (n. 1929).
- 2018: Julio Garrett, abogado y político boliviano (n. 1923).
- 2018: Keith O'Brien, cardenal escocés (n. 1938).
- 2018: Eugenio Celedón, ingeniero chileno (n. 1926).
- 2018: Sudán, último ejemplar macho de rinoceronte blanco del norte (n. 1973).
- 2019: Marlen Khutsiev, director de cine soviético (n. 1925).
- 2021: Luis Bambarén Gastelumendi, obispo jesuita peruano (n. 1928).
- 2021: Cristián Cuturrufo, trompetista de jazz chileno (n. 1972).
- 2022: Shahabuddin Ahmed, político bangladesí, presidente de Bangladés entre 1996 y 2001 (n. 1930).
- 2022: Federico Martín Aramburú (42), jugador de rugby argentino (n. 1980).
- 2023: Marisol Malaret, empresaria y primera puertorriqueña Miss Univererse (n. 1949).

## Celebraciones
- Día Internacional del Artesano y Carpintero.
Se celebra hoy en referencia al Día de San José (según el santoral católico).[4]

- Día Mundial del Aprendizaje Digital.

- Día Mundial del Trabajo Social.

- Día del Hombre (en algunos países).
No confundir con el Día Internacional del Hombre, que se conmemora anualmente los 19 de noviembre.[5]

Compartidas
- Día del Padre en:
  -  Andorra: (Dia del Pare)
  -  Bélgica: (Amberes)
  -  Bolivia
  -  Croacia
  -  España
  -  Honduras
  -  Italia: (Festa del Papà)
  -  Liechtenstein
  -  Marruecos: (يوم الأب (yawm al'ab))
  -  Mozambique: (Dia do Pai)
  -  Portugal: (Dia do Pai)
  -  Suiza: (Cantón Ticino. Resto del país: primer domingo de junio)

 Por países
(Por orden alfabético)
- Argentina: 
  - Día del Artesano y del Industrial Maderero.[6]

- Chile: 
  - Día del Auxiliar de Servicios y Conductores de los Hospitales y Consultorios de Salud.[7]

- Colombia:
  - Día del Hombre.[8]

- Costa Rica:
  - Día del Artesano Costarricense.[9]
Se celebra desde el año 1974 cuando por Decreto Ejecutivo Nº 4383-C, se estipuló esta fecha para reconocer el trabajo que estos artistas manuales realizan en el mantenimiento del arte y la cultura tradicional costarricense.
  - Día del Bibliotecólogo.[10]
Esta fecha fue establecida en 1956 por la Asociación Costarricense de Bibliotecarios para honrar y destacar la importante labor de los bibliotecólogos en la gestión, organización y difusión del conocimiento y la información.

- España: 
  - Día de la Provincia de Cádiz.[11]
  - Las Fallas en Valencia.

- Estados Unidos: 
  - Día Nacional del Chocolate con Caramelo.[12]
(en inglés: National Chocolate Caramel Day).
  - Día de los trabajadores sociales.[13]
(en inglés: National Social Work Day).
  - Día Nacional de la Puerta Automática.[14]
(en inglés: National Automatic Door Day).
  - Día Nacional de Ríamonos.[15]
(en inglés: National Let’s Laugh Day).
  - Día Nacional del Patio Trasero.[16]
(en inglés: National Backyard Day).
  - Día Nacional de las Aves de Corral.[17]
(en inglés: National Poultry Day).
  - Día Nacional de las Estrías.[18]
(en inglés: National Stretch Mark Day).

- Finlandia: 
  - Día de Minna Canth. Cumpleaños de la novelista y dramaturga.
(en finés: Minna Canthin päivä or tasa-arvon päivä).
(en sueco: Minna Canth-dagen or jämställdhetsdagen).
  - Día de la Igualdad.

- Polonia: 
  - Día de la Unidad Casubiana.
Es un festival anual que conmemora la primera mención histórica escrita de los Casubios en la bula del Papa Gregorio IX del 19 de marzo de 1238, quien se refirió al príncipe Bogislaw I de Pomerania (muerto en 1187) como Duce Cassubie (Duque de Casubia).
(en casubio: Dzéń Jednotë Kaszëbów).
(en polaco: Dzień Jedności Kaszubów).
(en inglés: Kashubian Unity Day).

- Rusia: 
  - Día del Submarinista Ruso.[19]

- Venezuela: 
  - Día del Trabajador Universitario.[20]

### Santoral católico

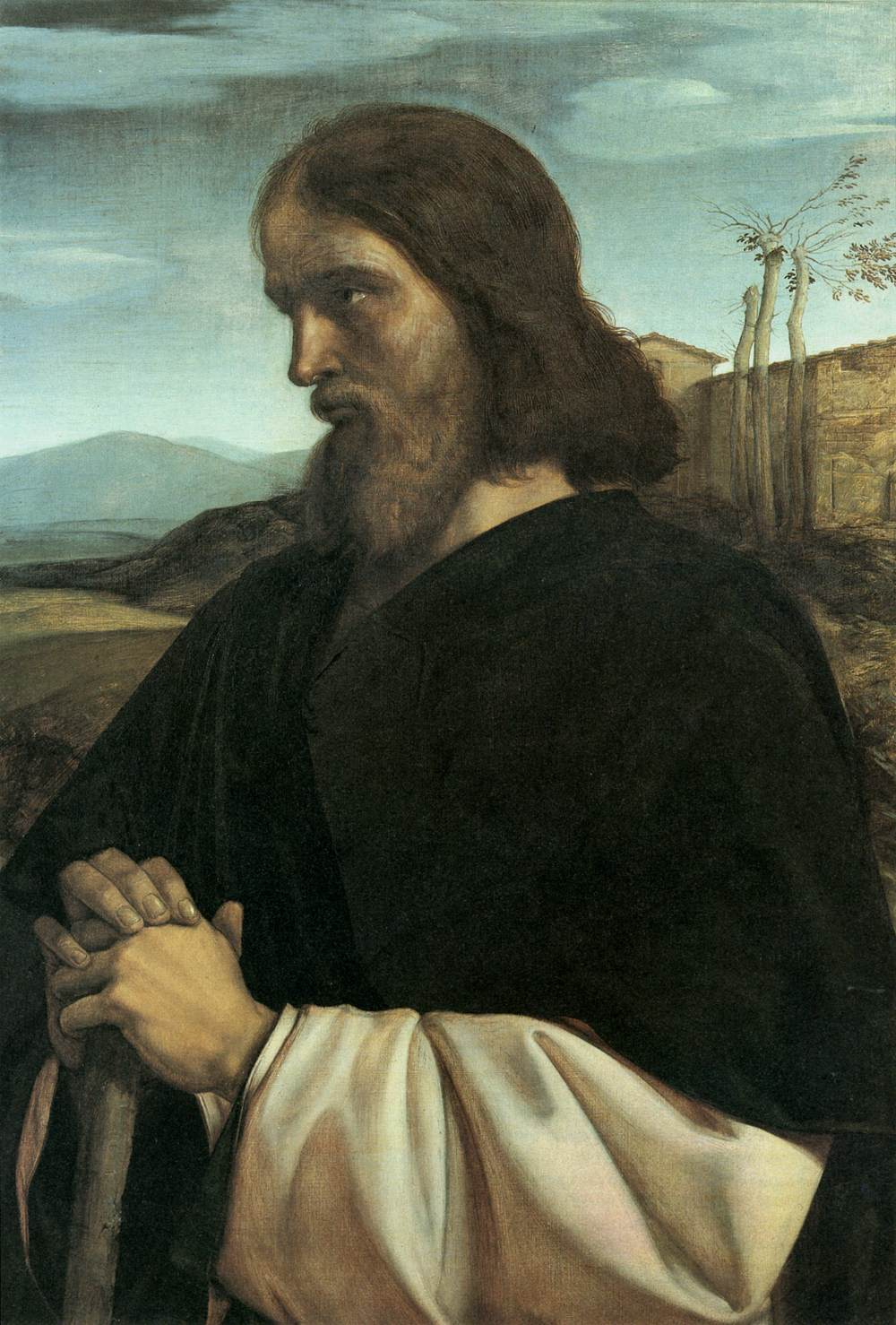
Pintura de San José por William Dyce.

- San José de Nazaret.[21](imagen ilustrativa).
- San Juan de Parrano, abad (f. s. VI).[21]
- Beato Isnardo de Chiampo, presbítero (f. 1244).[21]
- Beato Andrés Gallerani, (f. 1251).[21]
- Beato Juan de Parma Buralli, presbítero (f. 1289).[21]
- Beata Sibilina Biscossi, virgen (f. 1367).[21]
- Beato Marcos de Marchio de Montegallo, presbítero (f. 1496).[21]
- Beato Narciso Turchan, presbítero y mártir (f. 1942).[21]
- Beato Marcelo Callo, mártir (f. 1945).[21]

 Por países
(Por orden alfabético)
- Argentina:
  -  Misiones: 
    - Fiestas patronales en Posadas y San José.[22]

- Colombia:
  - Feria campesina en San José de Suaita, en honor del patrono del pueblo.

- México: 
  - Fiesta patronal en Villa Insurgentes en la Parroquia San José del Calabazal.

- Venezuela: 
  - Fiestas patronales en Elorza, Estado Apure, Venezuela.